# Linia wymiarowa
Linia wymiarowa – cienka linia prosta lub łukowa zakończona grotami (niekiedy jednym) dotykającymi ostrzem linii rysunkowych w punktach, których odległość ma być na rysunku podana.